# Jon-Michael Ecker
Jon-Michael William Ecker (San Marcos, Texas, 16 de marzo de 1983) es un actor de televisión estadounidense. Es el hijo del actor brasileño-estadounidense Guy Ecker. Es conocido por sus papeles como Aarón Morales en Popland!, Pablo Peralta en la telenovela Corazón valiente, Nicolás de la Vega en Gossip Girl: Acapulco, y Marlon Brando en la película biográfica Cantinflas. Actualmente forma parte del elenco principal de la versión en inglés de La reina del sur.

## Filmografía

### Películas
| Año  | Título     | Personaje     |
| ---- | ---------- | ------------- |
| 2014 | Cantinflas | Marlon Brando |

### Televisión
| Año       | Título                | Personaje          | Notas                        |
| --------- | --------------------- | ------------------ | ---------------------------- |
| 2010      | Niña de mi corazón    | El Mudra           |                              |
| 2011      | El equipo             | Mike               | 2 episodios                  |
| 2011      | La fuerza del destino | Croupier           | Episodio: «Vuelve a caer»    |
| 2011      | Popland!              | Ari Morales        | 70 episodios                 |
| 2012      | Corazón valiente      | Pablo Peralta      |                              |
| 2013      | Gossip Girl: Acapulco | Nicolás de la Vega | 26 episodios                 |
| 2015      | Major Crimes          | Jake               | Episodio: «Blackout»         |
| 2015–2016 | Narcos                | The Lion           | 4 episodios                  |
| 2016–2019 | Queen of the South    | El Güero           | Elenco principal             |
| 2016      | NCIS: Nueva Orleans   | Ramon Morel        | Episodio: «Outlaws»          |
| 2017      | Criminal Minds        | Zeke Daniels       | Episodio: «Seek and Destroy» |
| 2018      | For Love              | Charlie Lapree     | Película de televisión       |
| 2021      | Firefly Lane          | Max Brody          |                              |
| 2021      | Chicago Fire          | Greg Grainger      |                              |